# David Twohy
David Neil Twohy (n. 18 octombrie 1955, Los Angeles, California) este un regizor de film american și scenarist.

## Filmografie

### Regizor
- The Lost Leonardo (TBA)
- Riddick (TBA)
- A Perfect Getaway (2009)
- The Chronicles of Riddick (2004)
- Below (2002)
- Pitch Black (2000)
- The Arrival (1996)
- Timescape (1992) (altă denumire Grand Tour: Disaster in Time)

### Scenarist
- Riddick (TBA)
- A Perfect Getaway (2009)
- The Chronicles of Riddick (2004)
- Below (2002)
- Impostor (2002)
- Pitch Black (2000)
- G.I. Jane (1997)
- The Arrival (1996)
- Waterworld (1995)
- Terminal Velocity (1994)
- The Fugitive (1993)
- Timescape (1992)
- Warlock (1989)
- Alien 3 (proiectul inițial) (1989)
- Critters 2: The Main Course (1988)